# 日本大學美式足球惡意犯規事件
2018年5月，日本大學美式足球總教練下令球員對敵方四分衛惡意犯規，對手入院治療三週。賽後校方拒不擔責，犯規球員自行聘請律師開記者會澄清由教練下令的事實，引起校方公關災難。事件導致日本舉國反思日本的管理文化和美式足球在日本的前途。

## 調查
總教練內田正人身兼該大學常務董事，職權猶在副校長之上，隊員必須服從他的高壓指令。